# 埃帕福斯
埃帕福斯（Epaphus，希臘文：Ἔπᾰφος）是希臘神話中的一個人物。他是宙斯與伊俄之子，出生於尤比亞島。他是埃及國王，並且是孟菲斯城的建立者。
埃帕福斯娶了尼羅斯的女兒孟菲斯，兩人有一個女兒利比亞。透過利比亞，埃帕福斯是阿爾戈斯王室以及底比斯王室的祖先。